# エレクトロン焼夷弾
エレクトロン焼夷弾（エレクトロンしょういだん、elektron incendiary）とは、テルミット焼夷弾の一種で、短時間に狭い範囲に集中する非常に高い温度を爆発的に生み出すことができる兵器である。
用途としては焼夷弾と照明弾を足したような兵器である。

## 概要
エレクトロンとは、マグネシウム96%とアルミニウム4%から構成される軽合金のことである。
エレクトロン合金の筒の中には、テルミットが充填されている。信管で650℃前後に加熱されると、白く激しく輝きながら10 - 15分に渡って燃焼する。燃焼温度は2000 - 3000℃にもなる。燃焼中は水や消火剤をかけても消せないため、ただ燃え尽きるのを待つしかない。燃焼には大気中の酸素を必要としないため、水中に放り込んでも地面に埋めても燃え続ける。

## 使用
第二次世界大戦で、石造家屋の多いドイツに対して有効とされ、
連合軍により多数が使用された。木造家屋の多い日本に対しては、焼夷目的としてはテルミット弾や油脂、黄燐（白燐）弾が主として用いられ、エレクロトン弾の使用量は少なかったが、着弾後に発生する激しい光が高高度からでも容易に視認できるために、攻撃目標へのマーカーとして利用された。